# Pierre Pennec
Pierre Pennec, né le 19 avril 1977 à Rochefort, est un navigateur français, licencié à la SR Rochelaises qui a terminé quatrième des Jeux olympiques de Sydney en 2000, peu après s'être blessé en VTT au poignet. Entre 2007 et 2011, il navigue en Farr 30 et il gagne notamment le tour de France à la voile 2010 en tant que tacticien de Bertrand Pacé. En 2009 et 2010, il est tacticien-régleur de grand-voile à bord de l'Extreme 40 du Gitana Team, et régate aussi en Décision 35, en tant que tacticien. En 2011, après l'éviction de Yann Guichard, il se voit confier la barre du catamaran et termine deuxième des Extreme Sailing Series. Il participe également aux America's Cup World Series de San Diego à la barre de l'AC45 Aleph.

## Palmarès
- 2000 
  - 4e : Jeux olympiques de Sydney, avec Yann Guichard

- 1999 
  - Préparation olympique en Tornado, sélectionné français pour les Jeux olympiques de Sydney

- 1998 
  - Préparation olympique en Tornado
  - 1er : classement Mondial ISAF de Tornado

- 1997 
  - Préparation olympique en Tornado

- 1994
  - 2e : Championnat du monde jeune de 420 avec Yann Guichard